# Alan Gilzean
Alan Gilzean (22. října 1938, Coupar Angus – 8. července 2018) byl skotský fotbalový útočník.

## Fotbalová kariéra
V letech 1959-1964 hrál skotskou nejvyšší soutěž za tým Dundee FC, se kterým v sezóně 1961/62 získal mistrovský titul. V letech 1964-1973 hrál v anglické nejvyšší soutěži za Tottenham Hotspur FC. V roce 1967 vyhrál s Tottenhamem Anglický pohár a v letech 1971 a 1973 ligový pohár. V Poháru mistrů evropských zemí nastoupil v 8 utkáních a dal 9 gólů, v Poháru vítězů poháru nastoupil ve 4 utkáních a dal 2 góly a v Poháru UEFA nastoupil ve 24 utkáních a dal 11 gólů. V roce 1972 vyhrál s Tottenhamem Pohár UEFA. Za skotskou fotbalovou reprezentaci nastoupil v letech 1963-1971 ve 22 utkáních a dal 12 gólů. Kariéru končil v jihoafrickém týmu Highlands Park FC.

## Ligová bilance
| Ročník                                 | Zápasy | Góly | Klub                 |
| -------------------------------------- | ------ | ---- | -------------------- |
| 1. skotská liga 1959/60                | 8      | 8    | Dundee FC            |
| 1. skotská liga 1960/61                | 33     | 19   | Dundee FC            |
| 1. skotská liga 1961/62                | 29     | 24   | Dundee FC            |
| 1. skotská liga 1962/63                | 27     | 24   | Dundee FC            |
| 1. skotská liga 1963/64                | 30     | 33   | Dundee FC            |
| 1. skotská liga 1964/65                | 7      | 5    | Dundee FC            |
| Football League First Division 1964/65 | 20     | 11   | Tottenham Hotspur FC |
| Football League First Division 1965/66 | 40     | 12   | Tottenham Hotspur FC |
| Football League First Division 1966/67 | 40     | 17   | Tottenham Hotspur FC |
| Football League First Division 1967/68 | 34     | 8    | Tottenham Hotspur FC |
| Football League First Division 1968/69 | 37     | 7    | Tottenham Hotspur FC |
| Football League First Division 1969/70 | 36     | 10   | Tottenham Hotspur FC |
| Football League First Division 1970/71 | 38     | 9    | Tottenham Hotspur FC |
| Football League First Division 1971/72 | 38     | 11   | Tottenham Hotspur FC |
| Football League First Division 1972/73 | 35     | 5    | Tottenham Hotspur FC |
| Football League First Division 1973/74 | 35     | 5    | Tottenham Hotspur FC |
| CELKEM                                 | -      | -    |                      |